# Pachycnema albomaculata
Pachycnema albomaculata är en skalbaggsart som beskrevs av Dombrow 1998. Pachycnema albomaculata ingår i släktet Pachycnema och familjen Melolonthidae. Inga underarter finns listade i Catalogue of Life.